# Recettore di tipo NOD
I recettori di tipo NOD (in inglese NOD-like receptor, abbreviato NLR), sono recettori citoplasmatici espressi dalle cellule dell'immunità innata. Fanno parte dei PRR (Pattern Recognition Receptors), insieme ai TLR e altri recettori che riconoscono profili molecolari. Possono riconoscere strutture associate a microrganismi patogeni (PAMPs) o associate al danno cellulare (DAMPs), attivando la risposta immunitaria innata e l'infiammazione. Sono coinvolti nella formazione di un particolare complesso molecolare, detto inflammasoma, che promuove l'infiammazione in risposta a PAMPs o DAMPs e può scatenare un tipo di morte cellulare infiammatoria detto piroptosi.

## Struttura
I NLR sono recettori citoplasmatici composti, solitamente, da tre domini:
- Dominio ricco di residui di leucina, capace di riconoscere uno specifico ligando (PAMPs o DAMPs).
- Dominio NACHT, responsabile dell'oligomerizzazione.
- Dominio effettore, recluta altre proteine per permettere la formazione dell'inflammasoma. Può essere di tre tipi: CARD, Pyrin o BIR.

In funzione del dominio effettore è possibile classificarli in 3 sottofamiglie: NLRB (dominio BIR), NLRC (dominio CARD), NLRP (dominio Pyrin).

## Funzionamento
Il riconoscimento di PAMPs o DAMPs da parte dei NLR avviene nel citosol, questo può essere possibile grazie al passaggio di molecole microbiche all'interno delle cellule direttamente grazie al meccanismo patogeno di batteri o virus, oppure ci può essere il passaggio di PAMPs o DAMPs nel citosol delle cellule fagocitiche a partire dal fagolisosoma. Inoltre anche squilibri ionici, come l'aumento di K+, possono indurre la loro attivazione.

### NLRC
Espressi soprattutto dalle cellule delle barriere epiteliali e fagociti, riconoscono peptidoglicani della parete batterica.
Fanno parte di questa famiglia i recettori:
- NOD1: riconosce prevalentemente strutture derivate da batteri Gram-negativi.
- NOD2: riconosce muramil-peptide espresso sia da Gram-positivi che Gram-negativi. Questo recettore è espresso in particolar modo nelle cellule di Paneth, queste in risposta a strutture del microbiota provenienti dal lume intestinale, grazie all'attività di NOD2, producono e secernono defensine. Alcuni polimorfismi di NOD2 predispongono all'insorgenza della malattia di Crohn[1].

Una volta riconosciuti i ligandi, i recettori NLR oligomerizzano e il dominio CARD recluta le chinasi RIP2, responsabili dell'attivazione del fattore di trascrizione NF-κB, attivando così la risposta infiammatoria.

### NLRP
Possono riconoscere 
- Strutture microbiche: LPS, tossine, flagellina, muramil-peptide, RNA batterici e virali.
- Molecole endogene: ATP extracellulare e altri DAMPs, rilasciate dalle cellule in necrosi e trasportato nel citoplasma.
- Sostanze cristalline: esogene (come asbesto e silicio) o endogene (come urato monosodico e calcio pirofosfato).

Grazie al riconoscimento di cristalli di urato monosodico, i NLR sono responsabili dell'attivazione dell'infiammazione nella patogenesi della gotta, così come della pseudogotta con il riconoscimento di cristalli di calcio pirofosfato. Inoltre è possibile il riconoscimento dei cristalli di colesterolo, giocando quindi un ruolo fondamentale nella patogenesi dell'aterosclerosi.
Il riconoscimento di polveri quali asbesto e silicio mette in atto i meccanismi di infiammazione che portano alla fibrosi polmonare. 
Una terapia possibile contro queste patologie è la somministrazione di antagonisti dell'IL-1.
Sono state inoltre descritte delle mutazioni gain-of-function di recettori NLRP coinvolte nella patogenesi di malattie autoimmuni.
I recettori NLRP contengono il dominio effettore Pyrin (da pyro, fuoco) che permette la formazione di un particolare complesso proteico detto inflammasoma.

#### Inflammasoma
In seguito al legame con il ligando specifico, i recettori NLRP oligomerizzano grazie al reclutamento di una proteina adattatrice ASC. Una volta oligomerizzati il loro dominio Pyrin è capace di reclutare il precursore, ancora inattivo, della caspasi-1. Dopo essersi associata la caspasi-1 si attiva, formando così l'inflammasoma. La caspasi-1 è capace di attivare, attraverso taglio proteolitico, il precursore dell'IL-1β e dell'IL-18. Queste due citochine vengono liberate all'esterno attivando l'infiammazione.
Grazie alla produzione di IL-18 da parte dell'attivazione di NLRP6 nell'intestino, si ha l'attivazione di linfociti T e cellule NK che secernono IFN-γ stimolando l'attivazione macrofagica senza produzione dell'infiammazione. Questo meccanismo è fondamentale per non scatenare una risposta infiammatoria in risposta al microbiota.

#### Piroptosi
La piroptosi è un tipo di morte cellulare infiammatoria caspasi-1 mediata. In caso di stimoli infiammatori molto forti, si può avere un'iperattivazione della caspasi-1 innescata da NLRP che porta alla formazione di pori sulla membrana cellulare causando la morte della cellula per lisi osmotica. Questo processo può essere possibile anche in assenza di IL-1β IL-18, e porta ad un'attivazione dell'infiammazione a causa della presenza in ambiente extracellulare di strutture cellulari (DAMPs).